# リクルート (マンハッタン)
リクルート（英語: USS Recruit）は、アメリカ海軍がニューヨーク市マンハッタンのユニオンスクエアにて建設した施設である。弩級戦艦を模した外観の木製の建物で、新兵教育用の練習艦と募兵事務所を兼ねていた。地上艦リクルート（英語: Landship Recruit）、USSネバーセイル（英語: USS Neversail）、街路の弩級艦（英語: Street Dreadnaught）などとも通称された。第一次世界大戦中の1917年に建造され、休戦後の1920年に解体された。その運用期間を通じ、リクルートでは25,000人ほどの水兵の入隊手続きが行われた。

## 概要

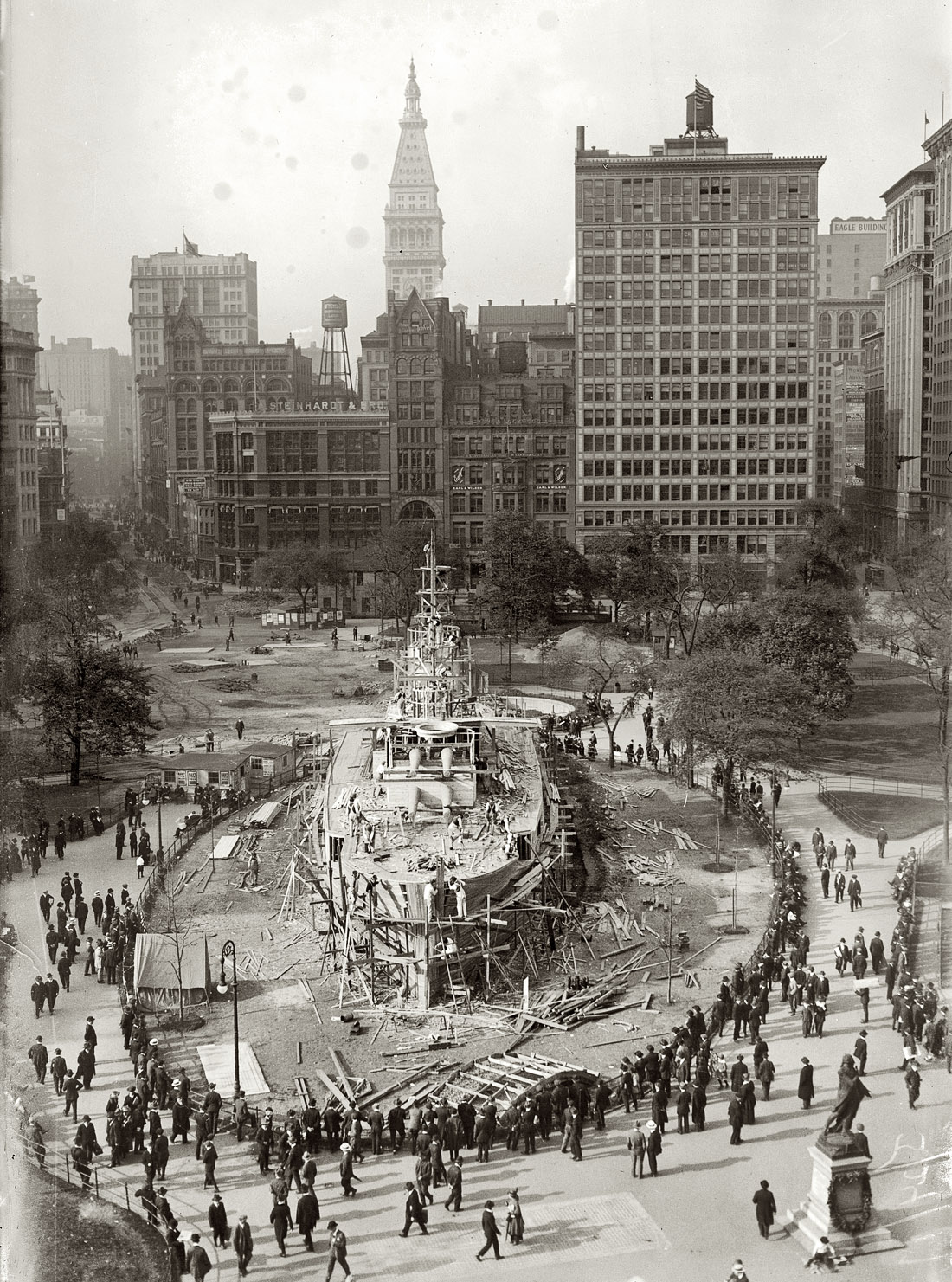
建設途中のリクルート。

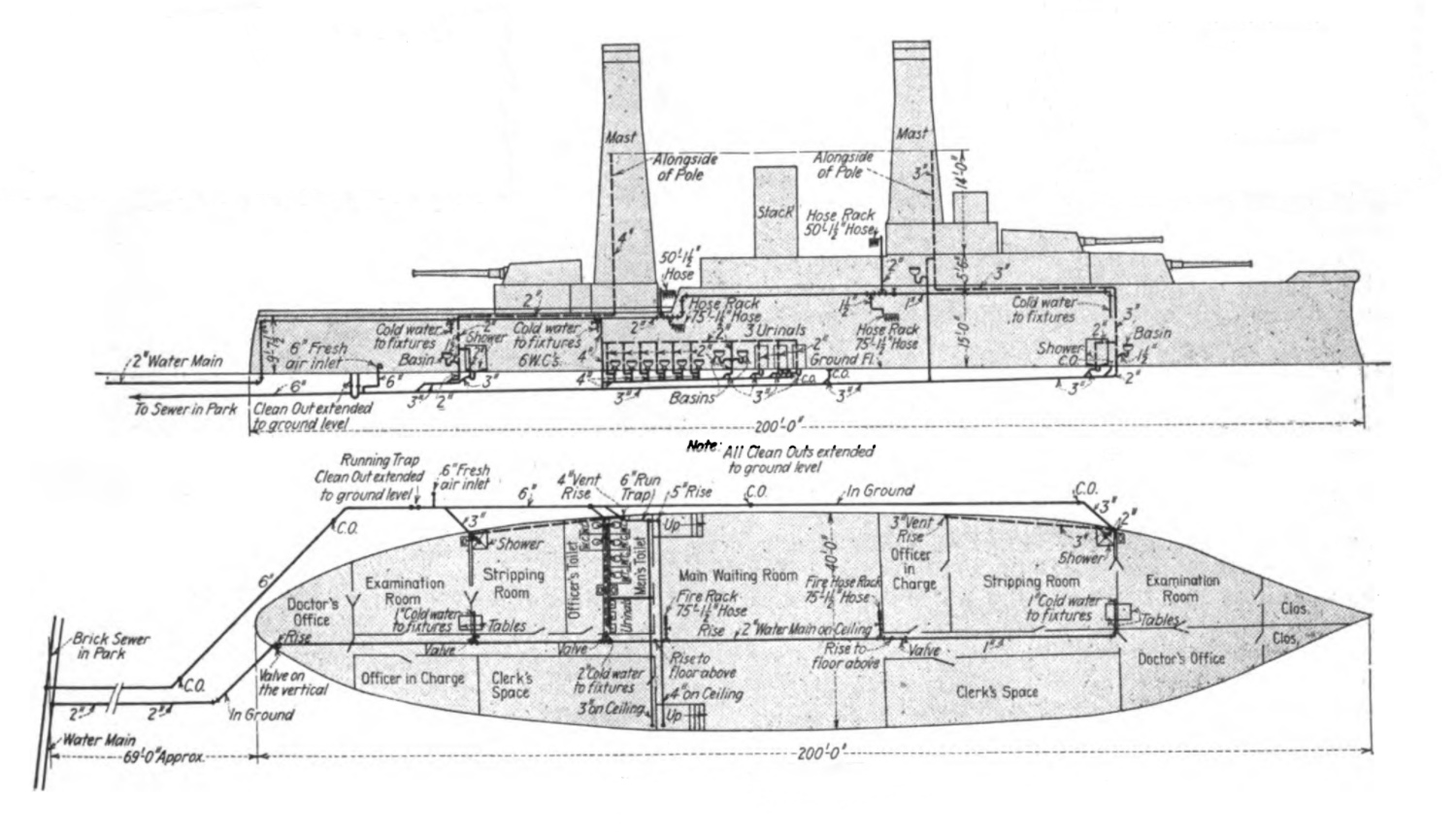
リクルートの構造図。

リクルートはニューヨーク市における海軍の募兵業務本部であり、また米海軍艦としても就役していたと言われている。ただし、当時の報道には確かに米海軍艦として就役していたと説明するものが多いが、アメリカ海軍研究所に記事を寄せたカール・ラボ（Carl LaVO）は、就役の裏付けとなる証拠はほぼ見つかっていないとしている。
1917年4月、アメリカの第一次世界大戦参戦を受けて、地域ごとに募兵目標が設定された。しかし、募集開始から3週間後、実際の志願者数が想定を大幅に下回ることが明らかになった。これを受けてウッドロウ・ウィルソン大統領と議会は、5月に1917年兵役法を制定した。この兵役法に基づく徴兵制度はもっぱら地上戦力としての兵員の確保を目的としており、陸軍の下士官兵に対象が限定されていた。そのため、海軍、海兵隊、沿岸警備隊では、徴兵制度に依らず独自に志願兵の確保を行う必要が生じていた。
当時、ニューヨーク市では水兵の募集が難航しており、2,000人の募集目標に対し、実際の志願者は900人程度しか集まっていなかった。ニューヨーク市長ジョン・パーロイ・ミッチェルは、4月中に志願者の不足を確信して市長付国防委員会を立ち上げて議論を行い、この中で軍艦を模した募兵事務所の建設が提案された。発案者は同委員会の委員で募兵小委員会の委員長を務めていた実業家ジェームス・ギレスピー・ブレイン・ユーイング（James Gillespie Blaine Ewing）であった。建造費は約10,000ドルと見積もられ、市当局は寄付を募った。建築資材は大幅な割引価格あるいは寄付の形で提供され、作業にはジョージ・A・フラー建設会社の従業員らがあたった。ユーイングは同社の社長顧問を務めていた。設計者のドン・バーバー（Donn Barber）とイラストレーターのジュール・ゲリン（Jules Guerin）は、戦艦メインの外見を元にしてリクルートのデザインを行った。
建設の様子は大いに人々の目を引いたが、批判も決して少なくなかった。1917年5月27日付の『ニューヨーク・トリビューン』紙では、「決して航行しない船」に予算が無駄に費やされているという批判が多数寄せられていることが報じられ、「数千フィート分の木材」の購入に充てられた費用は、欧州大戦で被害を受けた人々の苦しみを和らげうる食料や衣服の購入など、もっと有効に使えたはずだと批判された。ユーイングは『トリビューン』紙の取材の中で現在の建造費は明かさなかったが、10,000ドルという当初の見積もりを超えていることは認めた。1917年6月8日付『Sanitary and Heating Engineering』誌の記事では、22,000ドル程度と推測した。
1917年5月1日から建設が始まり、「進水式」は参戦から7週間後の1917年5月30日にユニオンスクエアにて行われた。命名者として市長夫人オリーブ・ミッチェル（Olive Mitchel）が招かれ、式典の後にリクルートは市当局から海軍へと正式に引き渡された。
艦内居住区には、徴兵検査のための検査室、士官居室、無線室、暖房および換気システム（艦内の空気を1時間に10回ほど入れ替える能力があった）などが設けられていた。背の高い2つの籠マスト、司令塔、模擬煙突は、リクルートのシルエットをアメリカ海軍が保有する戦艦に似せるために設計された。連装砲塔3基、合計6門の木製模擬艦砲（14インチ砲を模していた）が「主砲」として搭載された。やはり木製のケースメート型5インチ砲10門は、水雷艇対策に用いられる副砲を再現したものである。そのほか、2門の礼砲用1ポンド砲のレプリカも備え付けられていた。
艦長代行C・F・ピアース大佐（C. F. Pierce）と63人の将兵が乗組員としてニューポート訓練基地から派遣され、リクルートは募兵事務所としての業務に加え、練習艦としての任務にも従事した。ピアース艦長ら常勤の乗組員のほか、ニューポートやその他の訓練施設から派遣された水兵、海軍軍楽隊などもリクルートに駐在していた。リクルートの乗組員は通常の船舶と同様の勤務を行った。訓練中の水兵らは6時に起床し、甲板掃除や洗濯を行った後、座学に参加した。警衛に立つ間は訪問者からの質問に答えることもあった。夜間には探照灯が灯され、リクルートの周囲が照らされた。こうした「本物」の海軍の生活を展示することも、リクルートに期待された役割であった。
軍楽隊は当初20人程度から成っていたが、やがて100人程度まで拡大された。市内各地のイベントに招かれることもあったほか、州外への派遣を求められたこともある。グリークラブなどその他の娯楽部隊も編成され、『軍艦ピナフォア』などの寸劇やミュージカルの上演も行われた。
艦のマスコットとして、白ウサギ、ダルメシアンの子犬、鳥、そしてビング将軍（General Byng）というヤギが飼育されていた。
後に全米婦人奉仕連盟（NLWS）の迷彩隊によって、戦闘地域の戦艦を再現するための迷彩塗装が施された。塗装には黒、白、ピンク、緑、青の塗料が使われた。

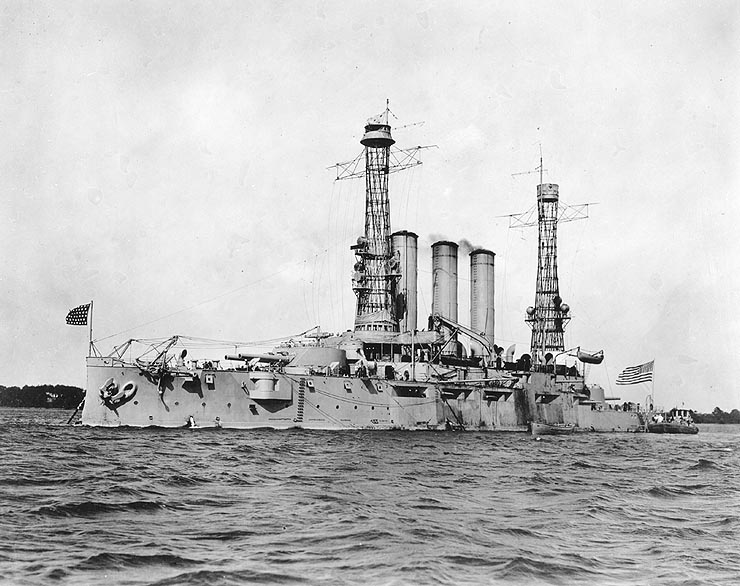
モデルになった戦艦メイン。
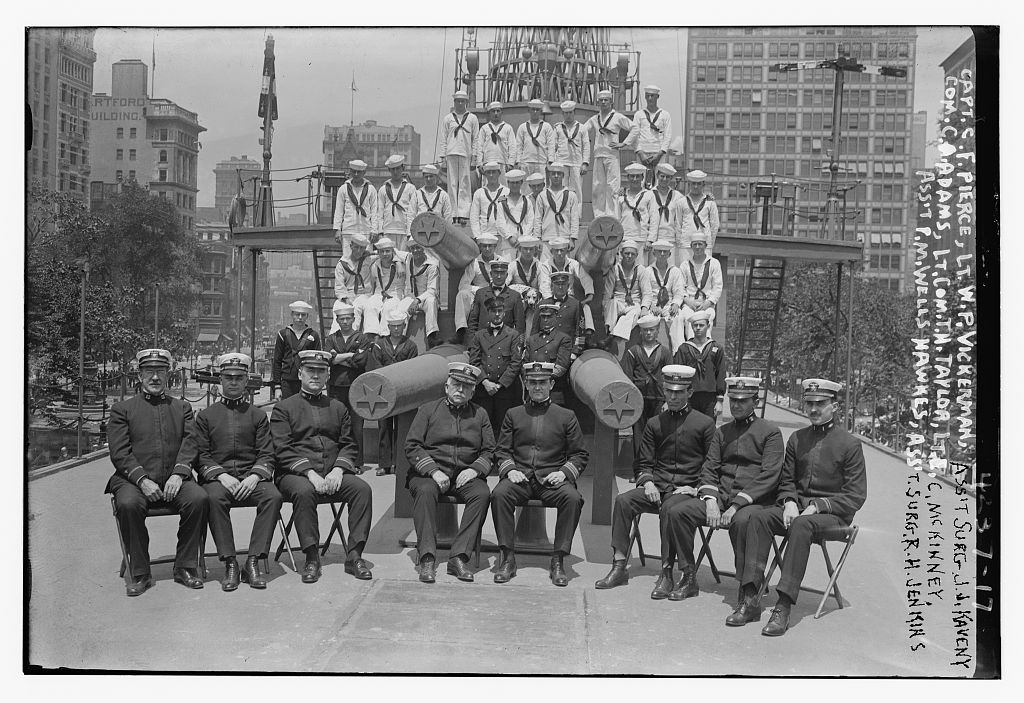
ピアース艦長と乗組員ら
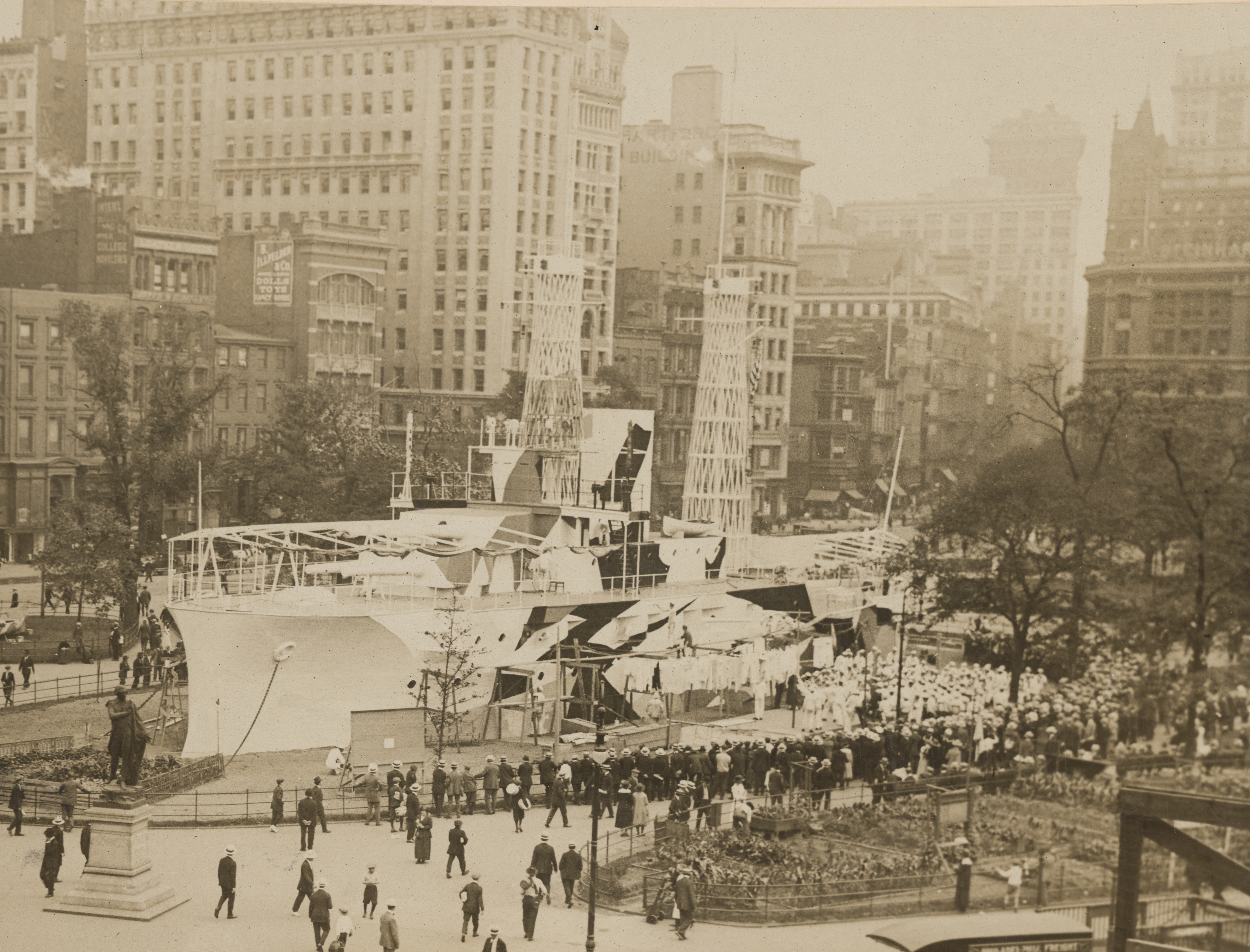
ダズル迷彩風の迷彩塗装が施されている最中のリクルート。
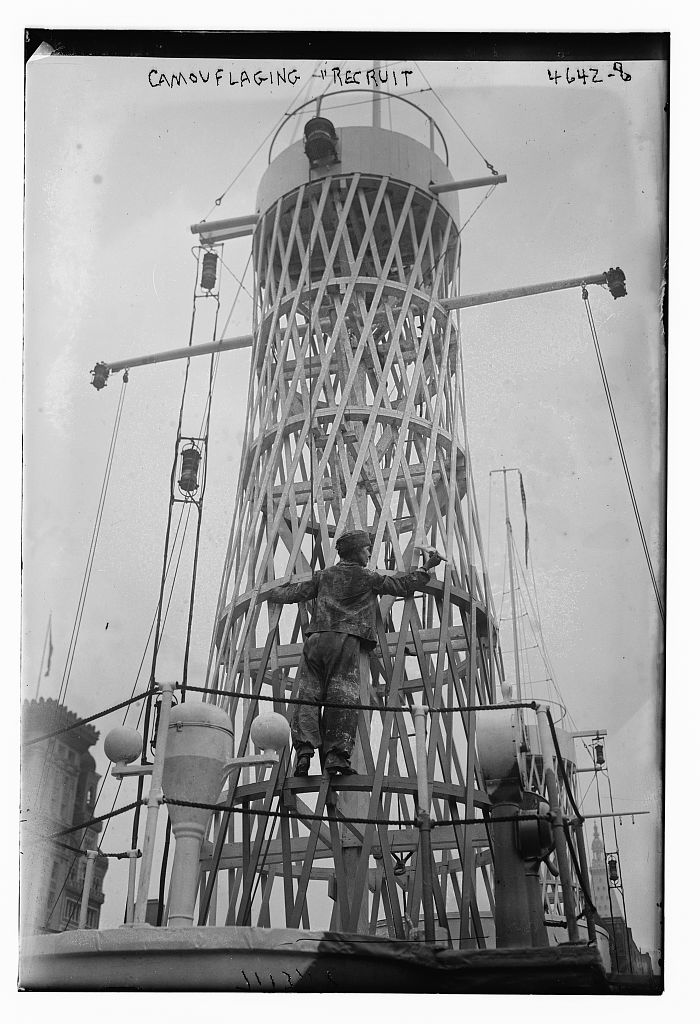
籠マストの塗装作業。
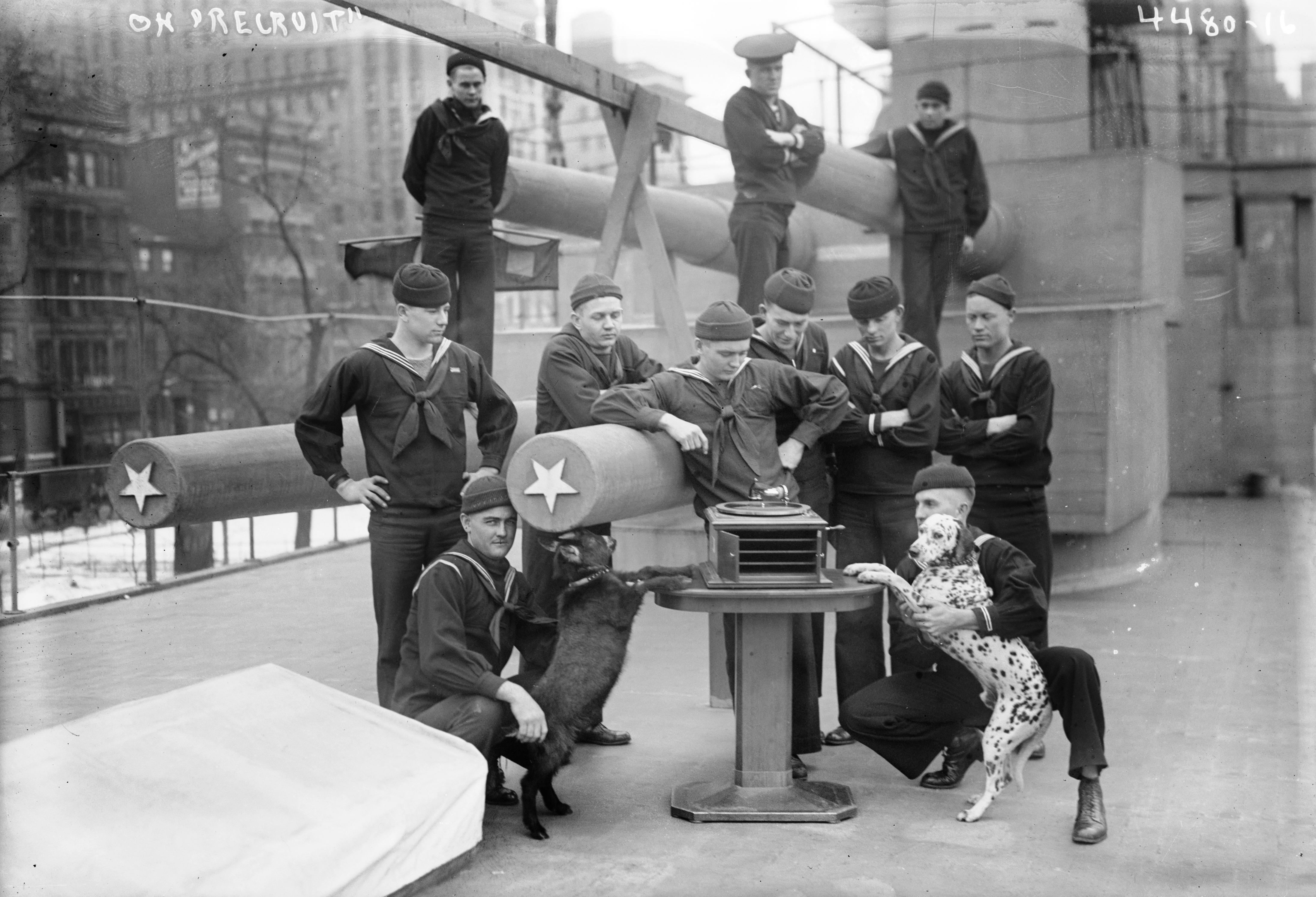
甲板と主砲塔。
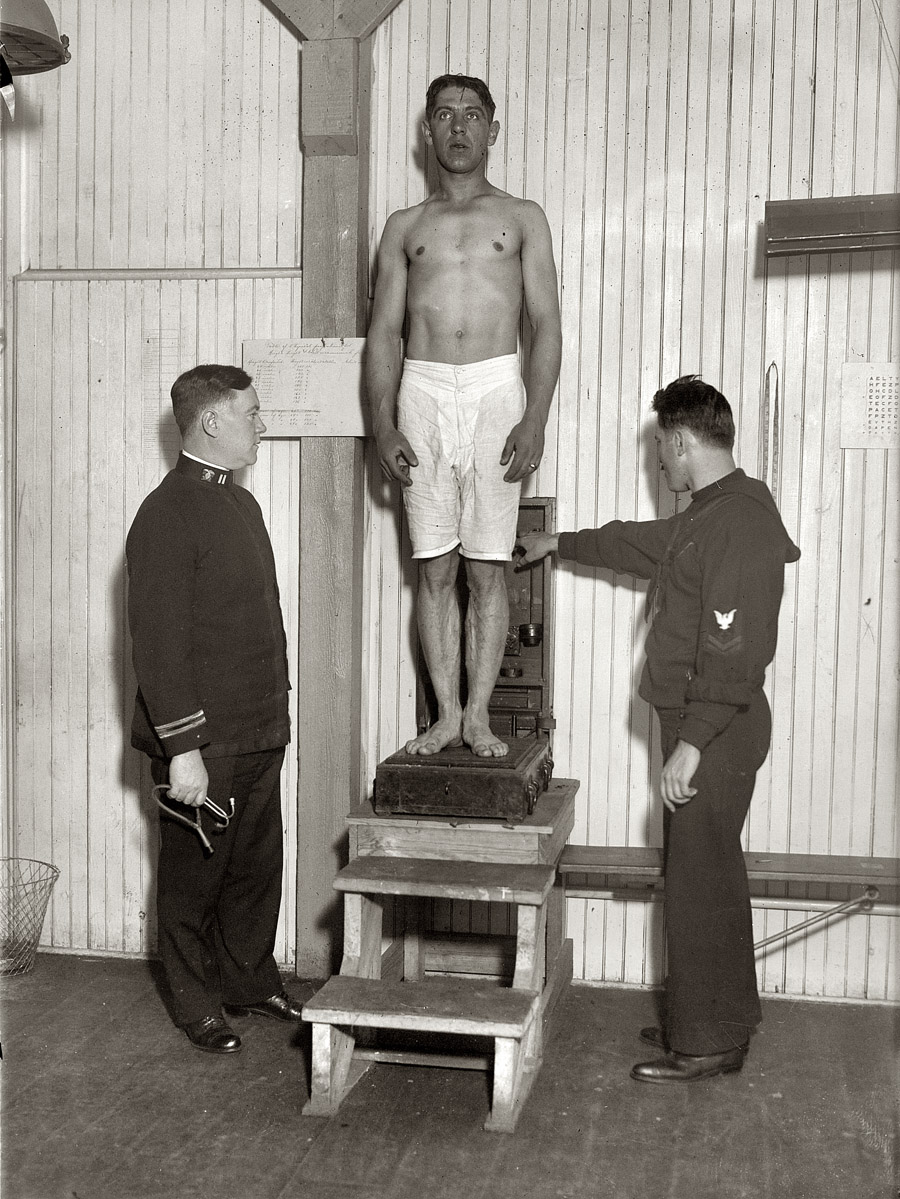
艦内での徴兵検査。
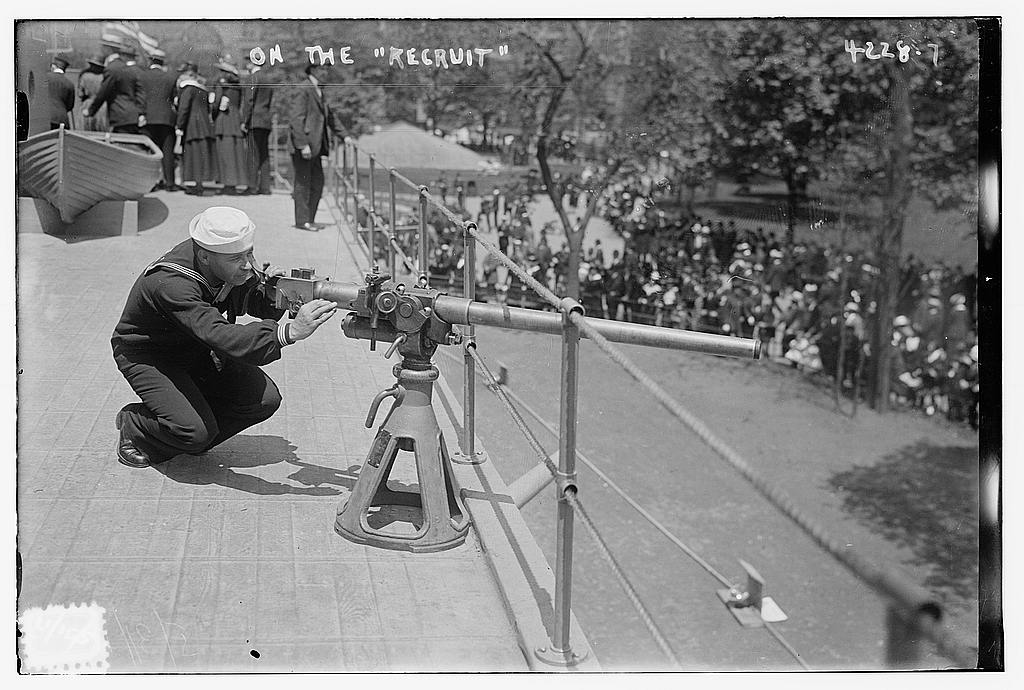
1ポンド砲。
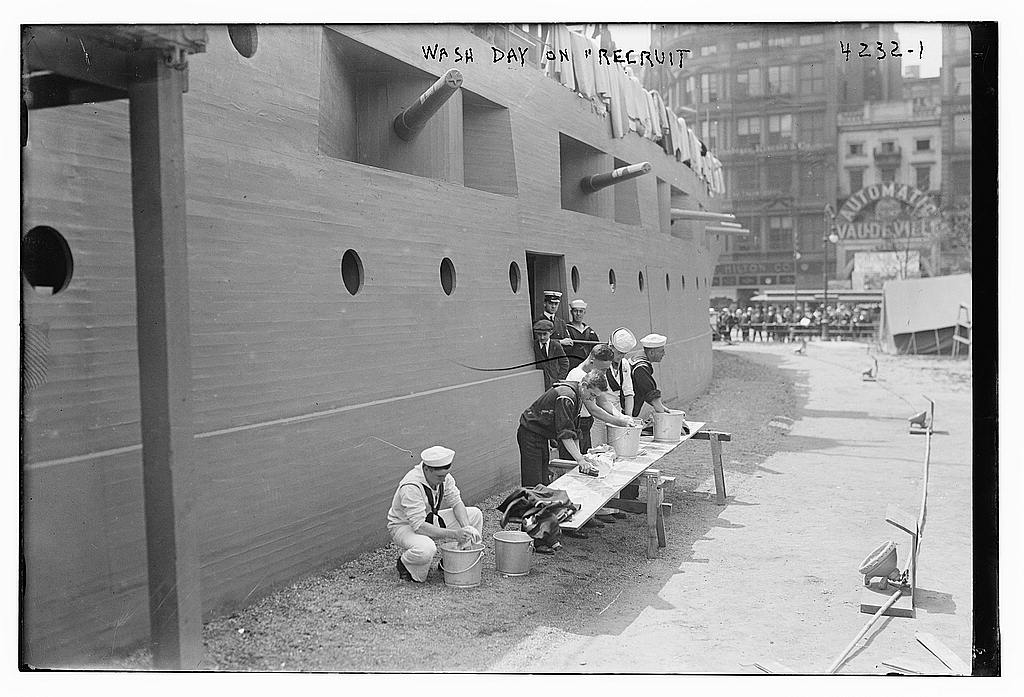
洗濯中の水兵ら。5インチ砲が確認できる。

## イベント

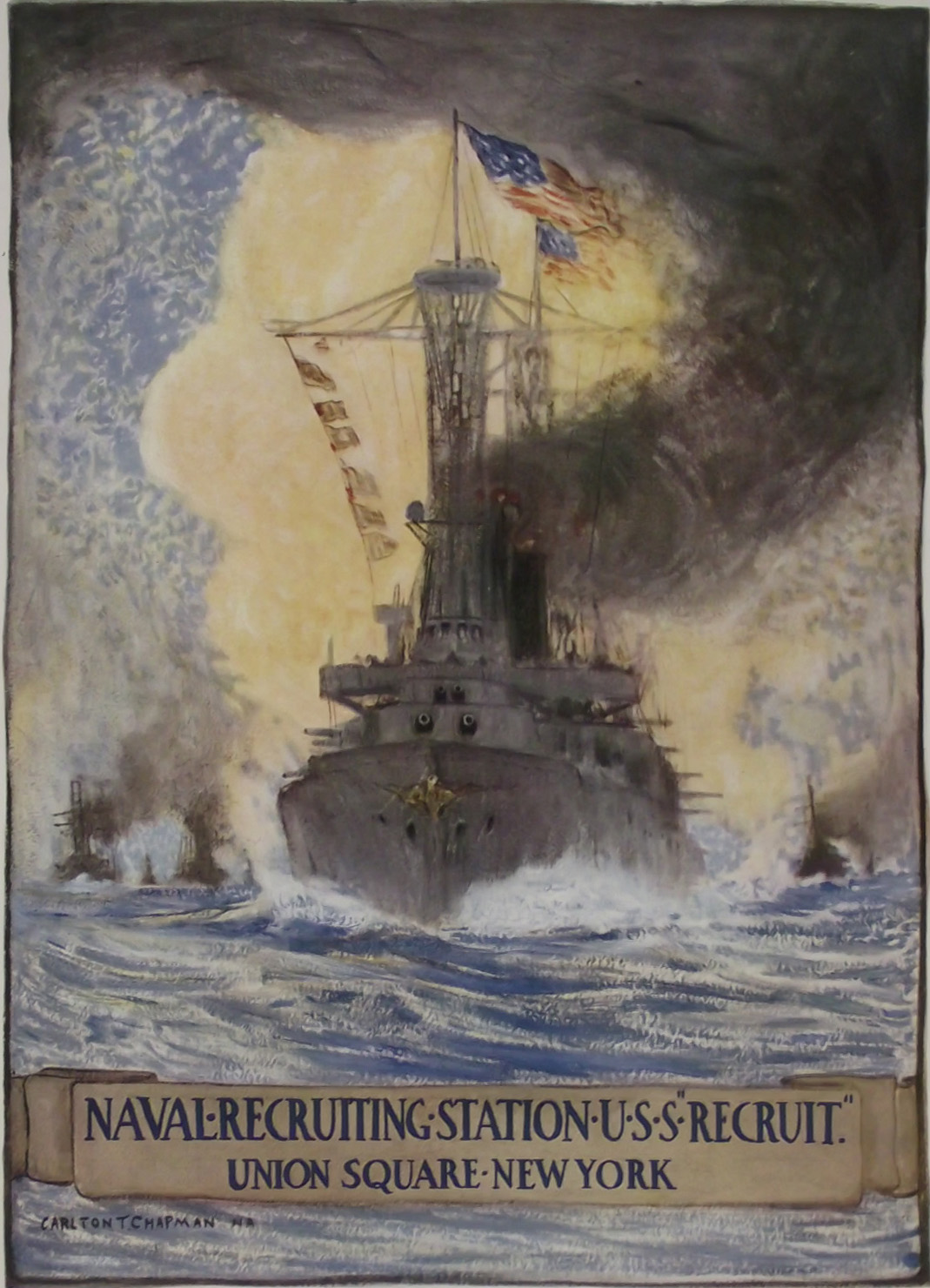
リクルートのポスター。

海軍ではリクルート艦内の一般公開およびツアーも行っており、戦艦がどのように運用されているかが市民に展示された。一般公開は1日に3回行われ、軍楽隊による演奏も定期的に行われた。艦付報道官ウェルズ・ホーク少尉（Wells Hawk）は、全国の新聞各紙に連絡し、ニューヨーク市を訪れる観光客にリクルートを見物することを勧めるよう求めた。フランス、イギリス、オーストラリアといった外国政府/軍高官の訪問も何度か行われた。ビッグイーグル酋長（Chief Big Eagle）らレナペ族代表団の訪問は、インディアンらに志願を促すきっかけとなった。
そのほか、リクルートでは市民を艦内に招く様々なイベントが催された。最初のイベントは、1917年9月8日午後に催された。戦時中ということもあって愛国心を全面に押し出したイベントも何件かあり、再現されたベッツィー・ロスの星条旗の展示なども行われたが、舞踏会など純粋に社交界を対象とした催し物も多かった。
上甲板では演説会、コンサート、オペラ公演、寄席、募金活動、舞踏会、戦時国債集会、ボクシングの試合などが行われた。

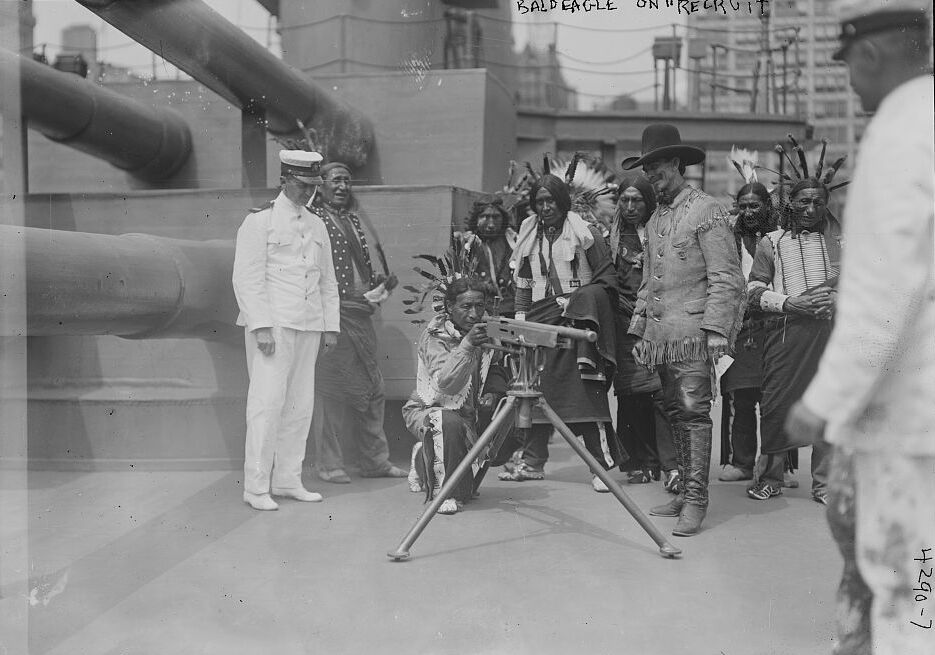
ボールドイーグル酋長らスー族の代表団。
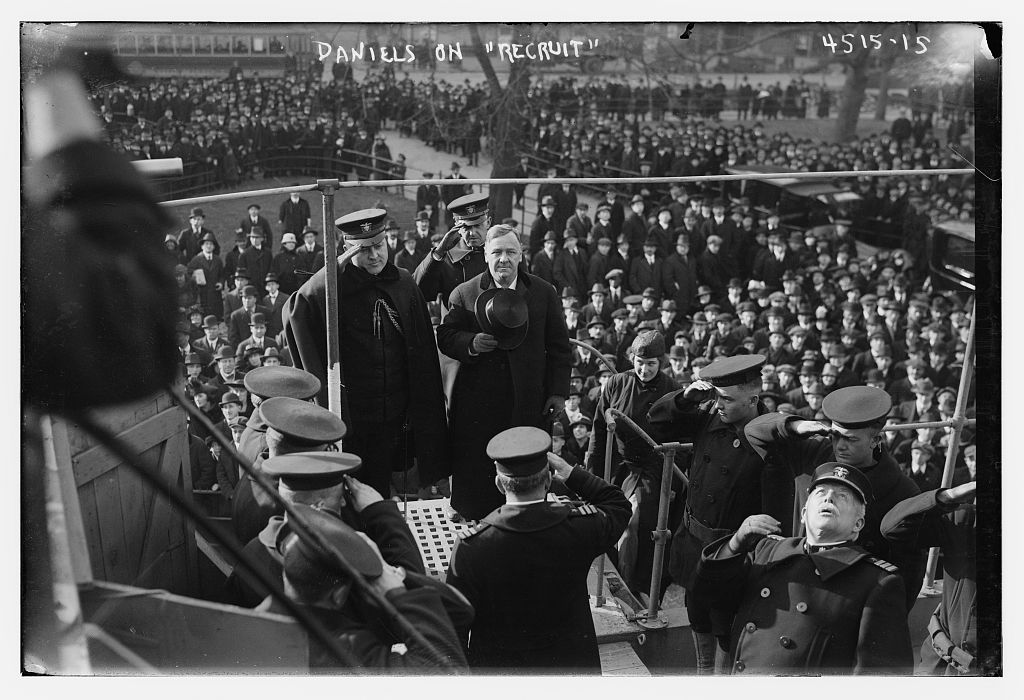
ジョセファス・ダニエルズ海軍長官。
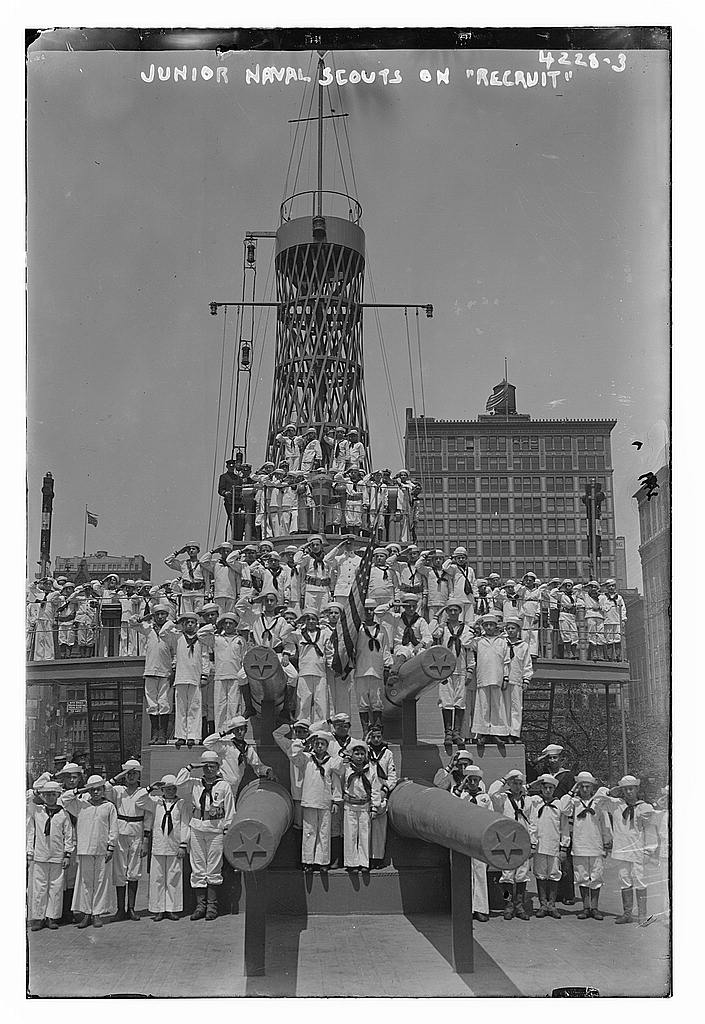
青少年海軍スカウト団員ら。
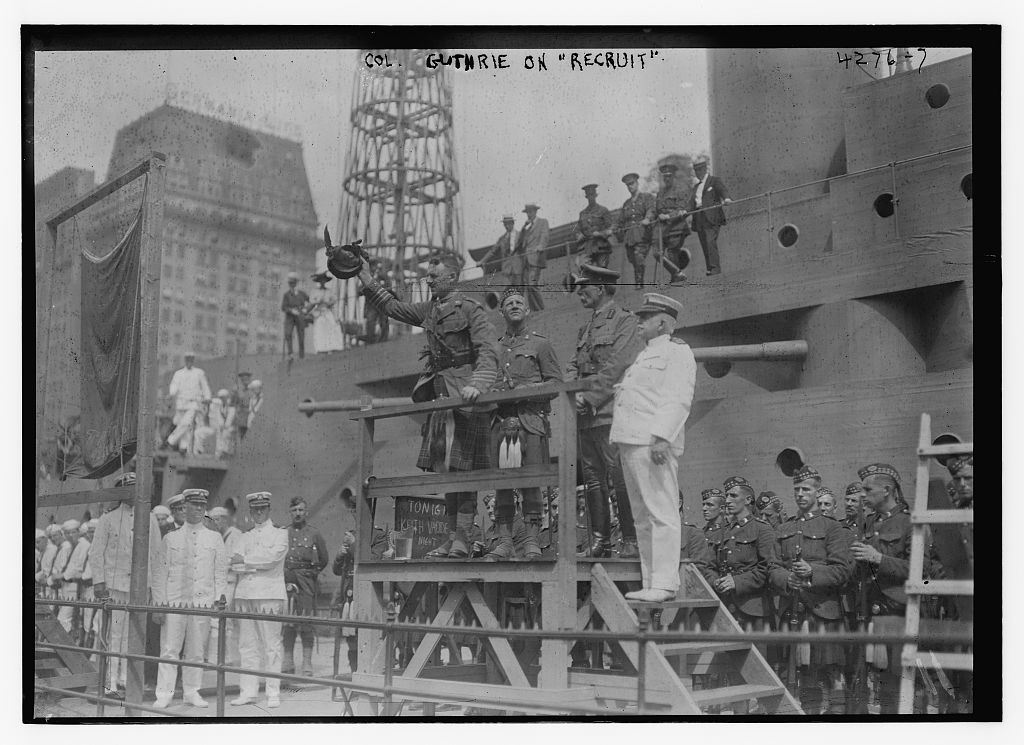
英陸軍スコットランド連隊の将校ら。

## その後
ユニオンスクエアで2年以上運用された後、リクルートは退役の後に解体された。海軍はユニオンスクエアでの募兵活動が成功したものと判断し、リクルートをコニーアイランドの遊園地ルナパークに移設して新しい募兵拠点とする計画を立てていた。1920年3月16日、リクルートの軍艦旗が降ろされた。『ニューヨーク・タイムス』紙が報じたところによれば、甲板に乗組員らが整列する中で軍艦旗が降ろされ、国歌『星条旗』の演奏が行われたという。同紙は、この「地上艦」が25,000人もの新兵を海軍に入隊させたと報じた。この数字はリクルート乗員の625倍にあたり、またネバダ級戦艦28隻分に相当する。しかし、移設に掛かる費用が元々の材料費を大幅に上回ることが明らかになり、結局は移設も再建も行われなかった。解体後の資材は地元の建設計画に流用されたと言われている。